# Sköndalsbro

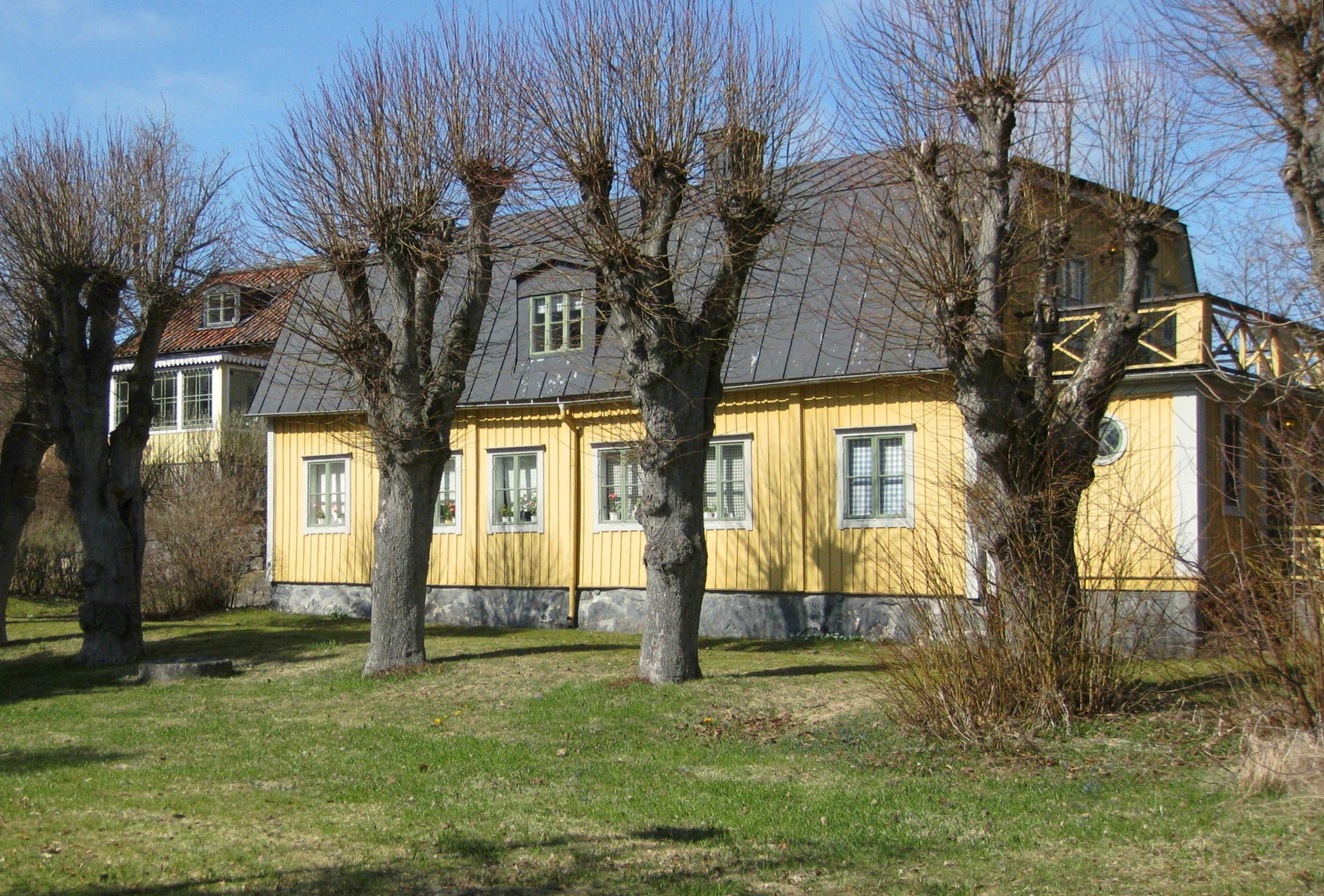
Sköndalsbro med "Sjövillan" och "Gula längan" i bakgrunden, april 2010.

Sköndalsbro var ett tidigare torp vid dagens Sköndalsbrovägen 14 och 16 i stadsdelen Sköndal i södra Stockholm. Huvudbyggnaden uppfördes troligen mellan 1700 och 1750 eller senare och är idag privatbostad. Enligt Stockholms stadsmuseum utgör gårdarna Sköndalsbro och intilliggande Skönstavik samt Stora Sköndal ett ”betydelsefullt inslag i landskapet”.

## Historik

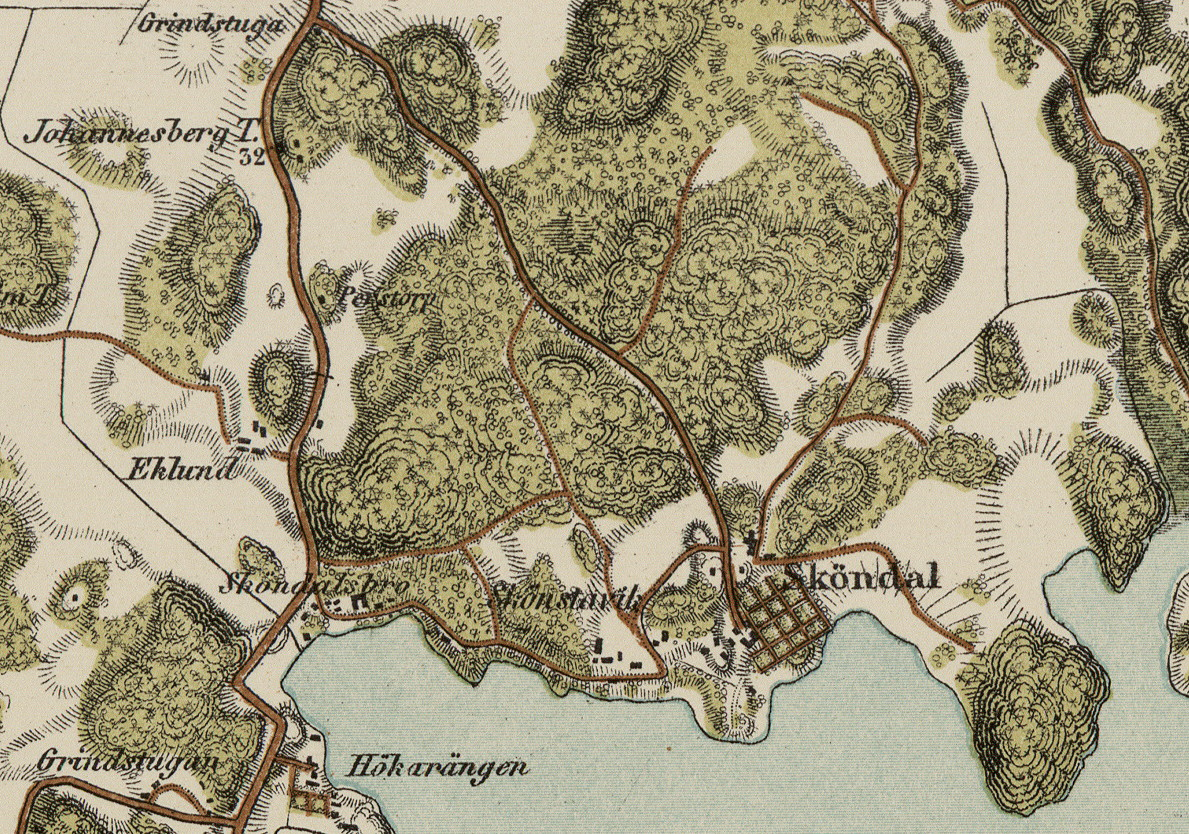
Gårdarna Stora Sköndal, Skönstavik, Sköndalsbro och Eklund på Topografiska corpsens karta från 1860-talet.

Sköndalsbro var ett av många torp som lydde under Stora Sköndal. Namnet Sköndalsbro är känt sedan 1699 och härrör från en bro som fanns strax väster om gården där landsvägen mot Dalarö passerade. Idag återstår två byggnader av en tidigare större bebyggelse. Den mindre, ursprungliga byggnaden kallas ”Gula längan” och var från början en liten 1700-tals torpstuga som förlängdes på båda kortsidorna i flera etapper. Bland annat tillkom under 1800-talets slut en inglasad veranda mot Drevviken. 
Huvudbyggnaden, kallad ”Sjövillan”, uppfördes nedanför torpstugan. Dateringen är något oklar. Inredningen och två gustavianska kakelugnar tyder enligt museimannen Gösta Selling på att Sjövillan kom till i slutet av 1700-talet möjligtvis samtidigt som intilliggande Skönstavik. Enligt Stockholms stadsmuseum härrör byggnaden från 1700-talets början. Huset är en panelklädd enplans träbyggnad i gustaviansk stil med brutet och valmat tak. Vid västra gaveln märks en pelarburen förstukvist i empirstil. Mot öster finns en liten tillbyggnad med balkong som är av senare datum. 
Av gårdens brandförsäkring från 1812 framgår att ägaren var bryggaråldermannen Gustaf Lychou. Han lät renovera huset i samband med att han hedrades med Vasaorden 1832. Bland senare ägare märks grosshandlaren Oscar Arvidson som omkring 1890 lät riva flera äldre uthus och bygga bland annat en stor villa, ett badhus och en kägelbana (numera rivna). Framför huvudbyggnaden står åtta lindar som har sin fortsättning i parken österut, troligen planterades de på 1700-talets slut.
Sköndalsbro renoverades på 1960-talet för riksbibliotekarien Uno Willers och i början av 1970-talet ytterligare en gång för Centrumfastigheter med Jan Wahlman som arkitekt. Sköndalsbro ingår i ett kulturhistoriskt särskilt värdefullt område, utpekat i Stockholms översiktsplan. Fastigheten har år 2008 av Stockholms stadsmuseum grönklassats vilket innebär "bebyggelse som är särskilt värdefull från historisk, kulturhistorisk, miljömässig eller konstnärlig synpunkt".

## Bilder

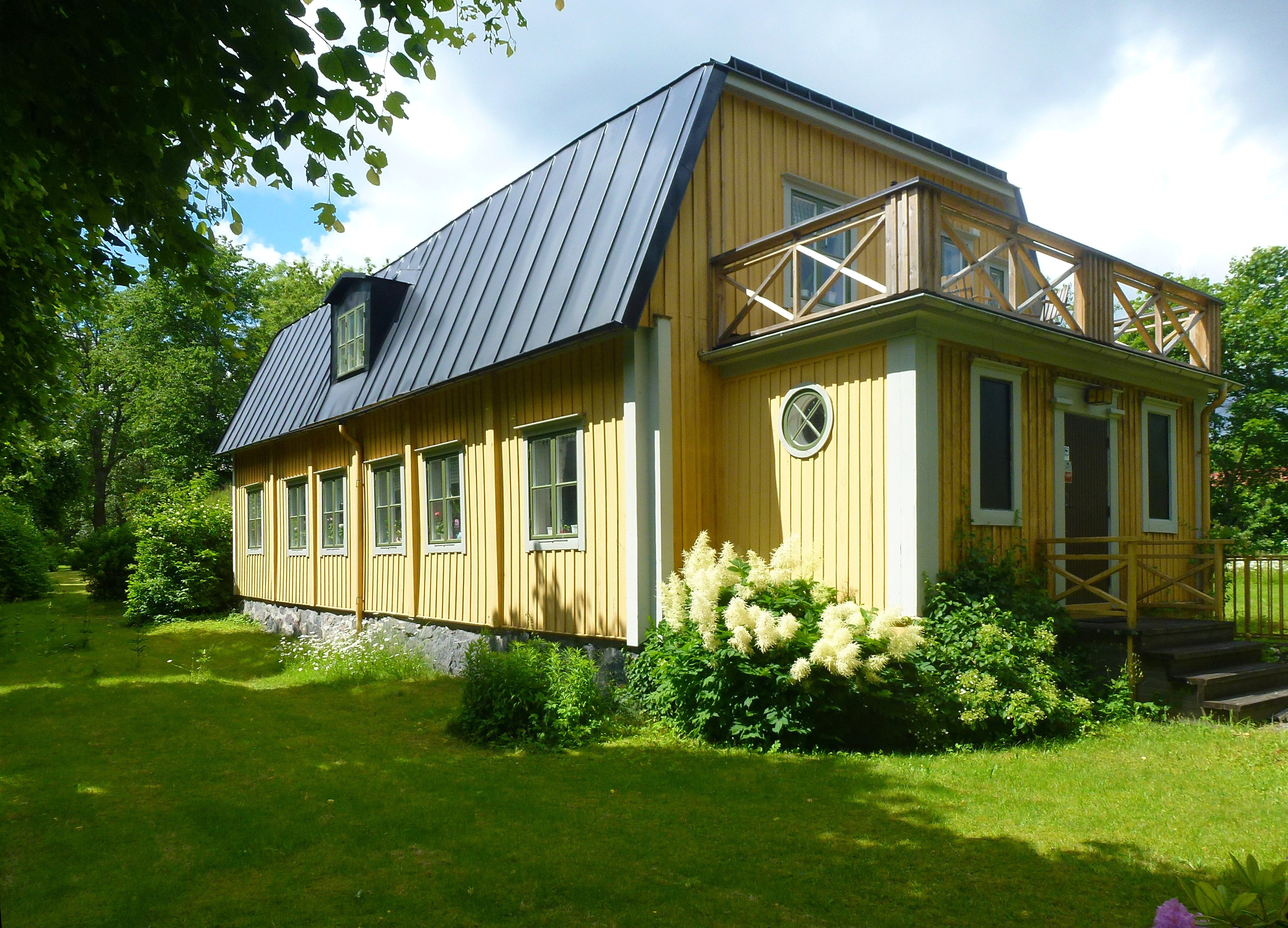
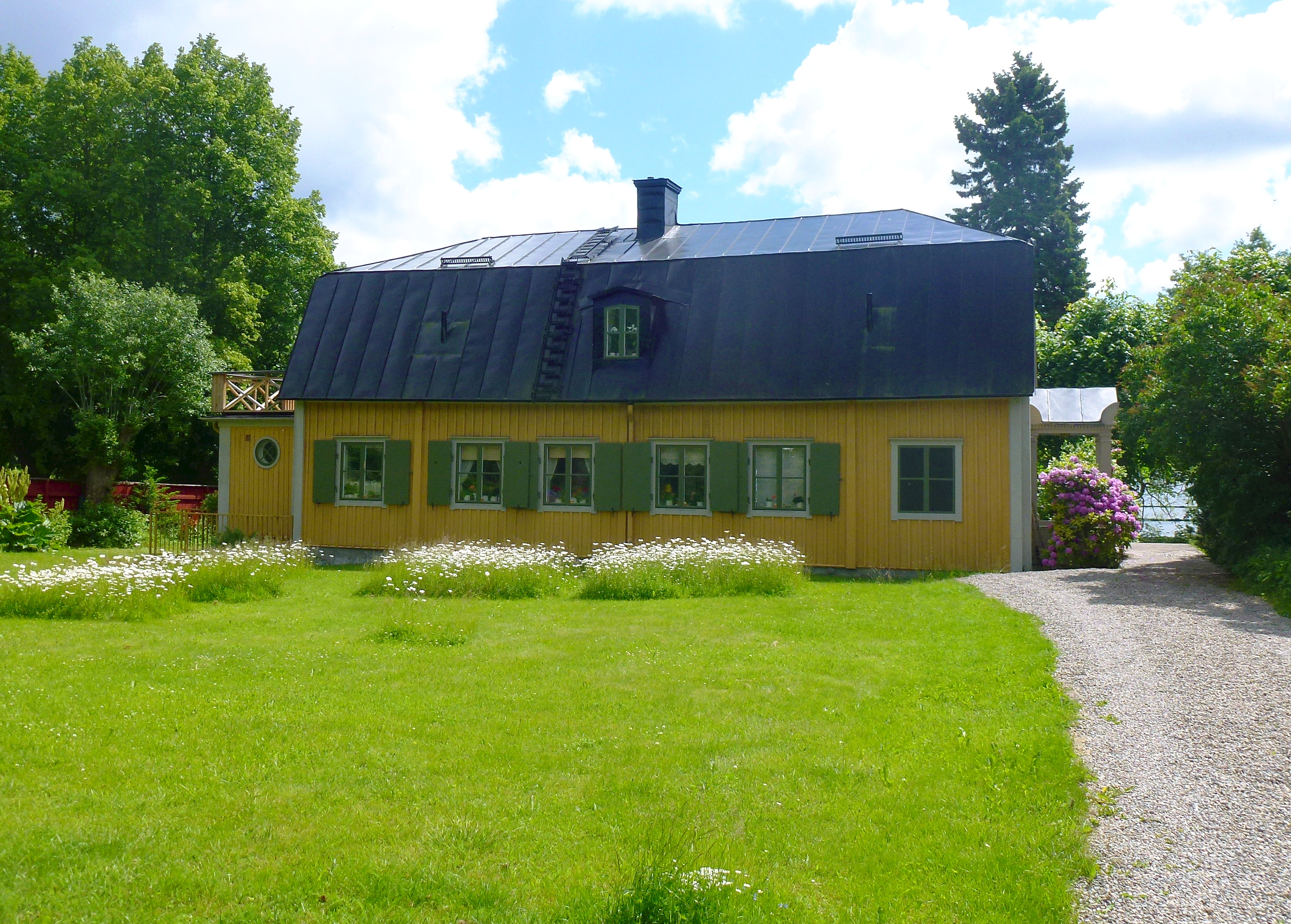
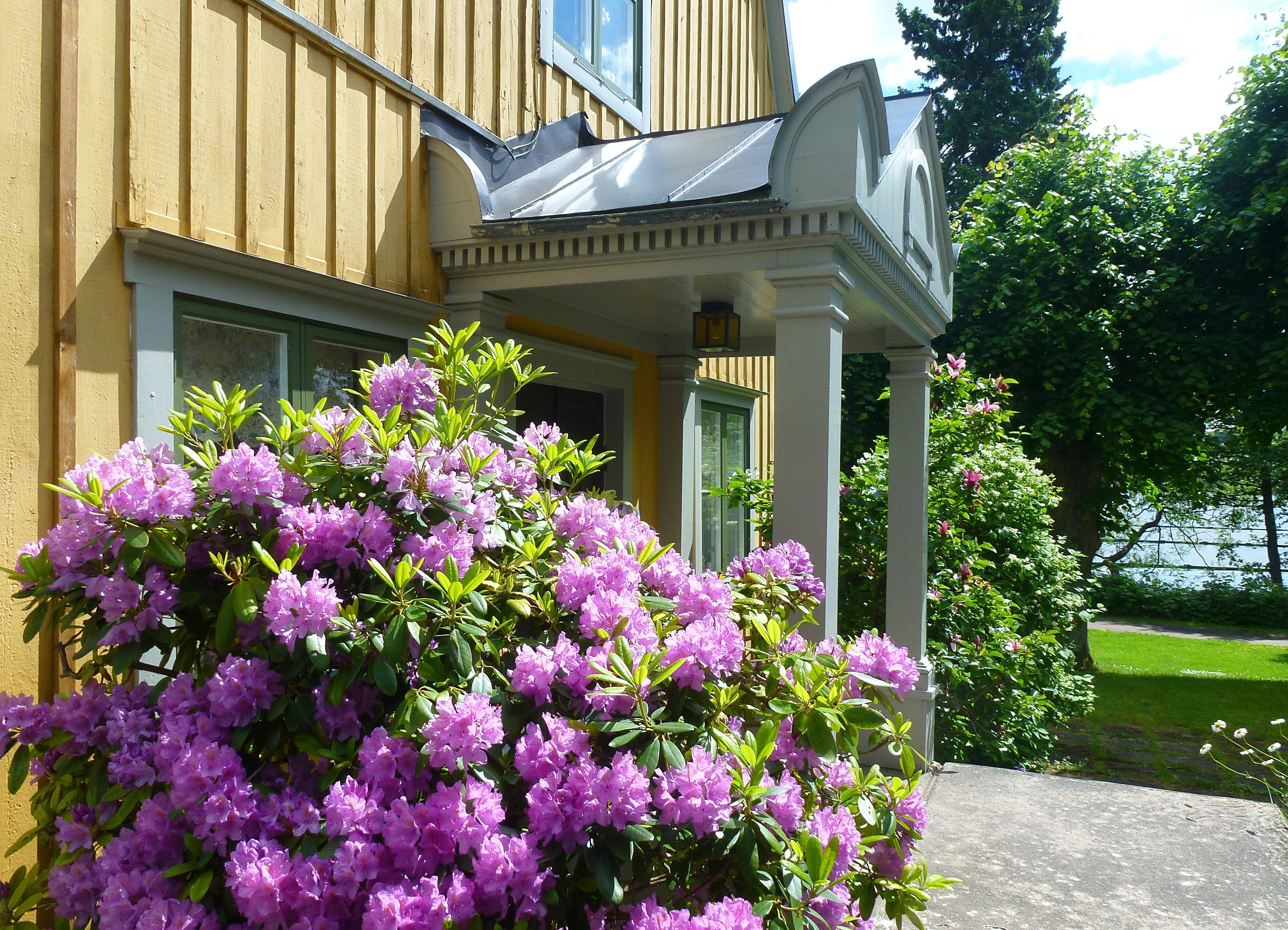
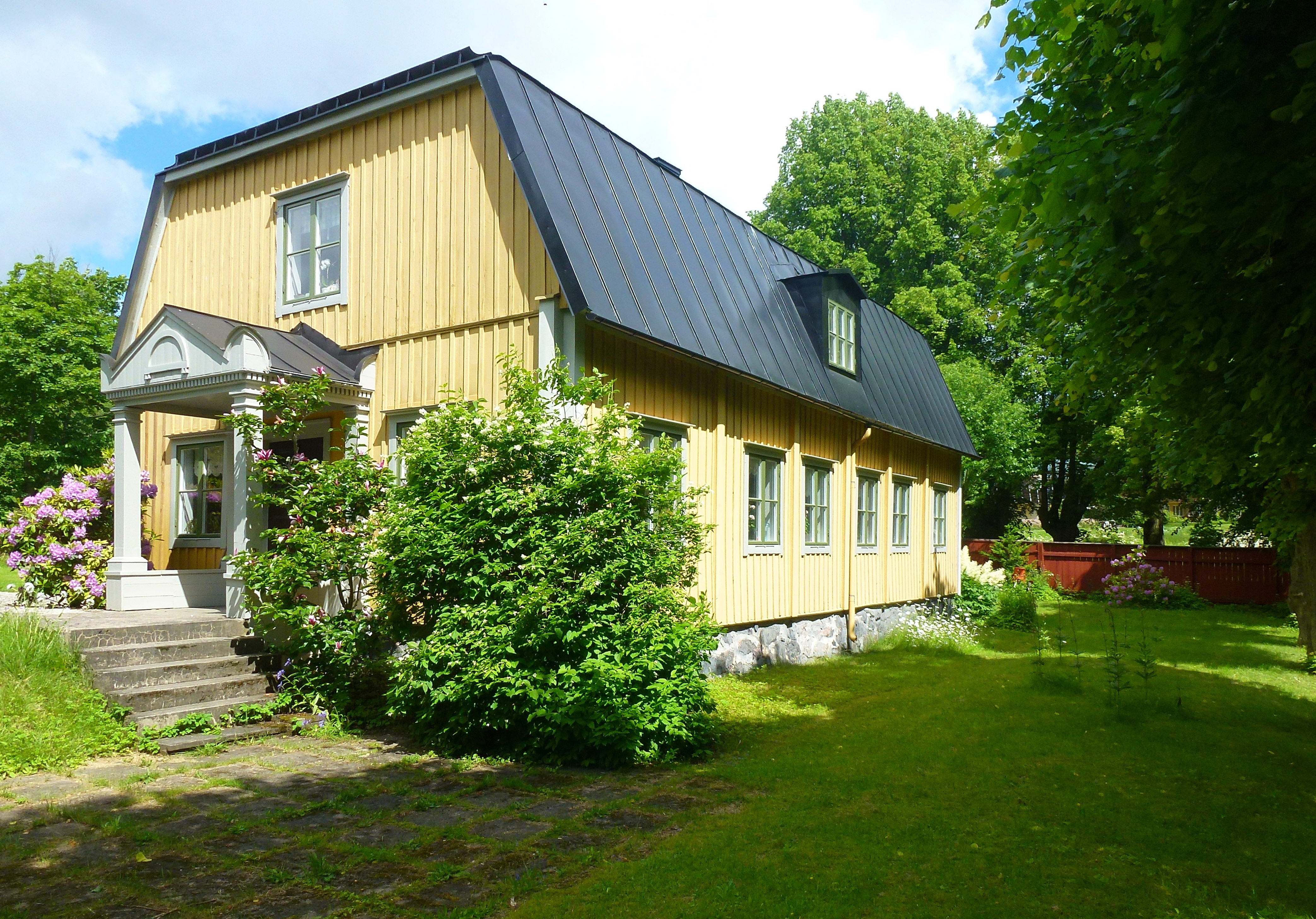

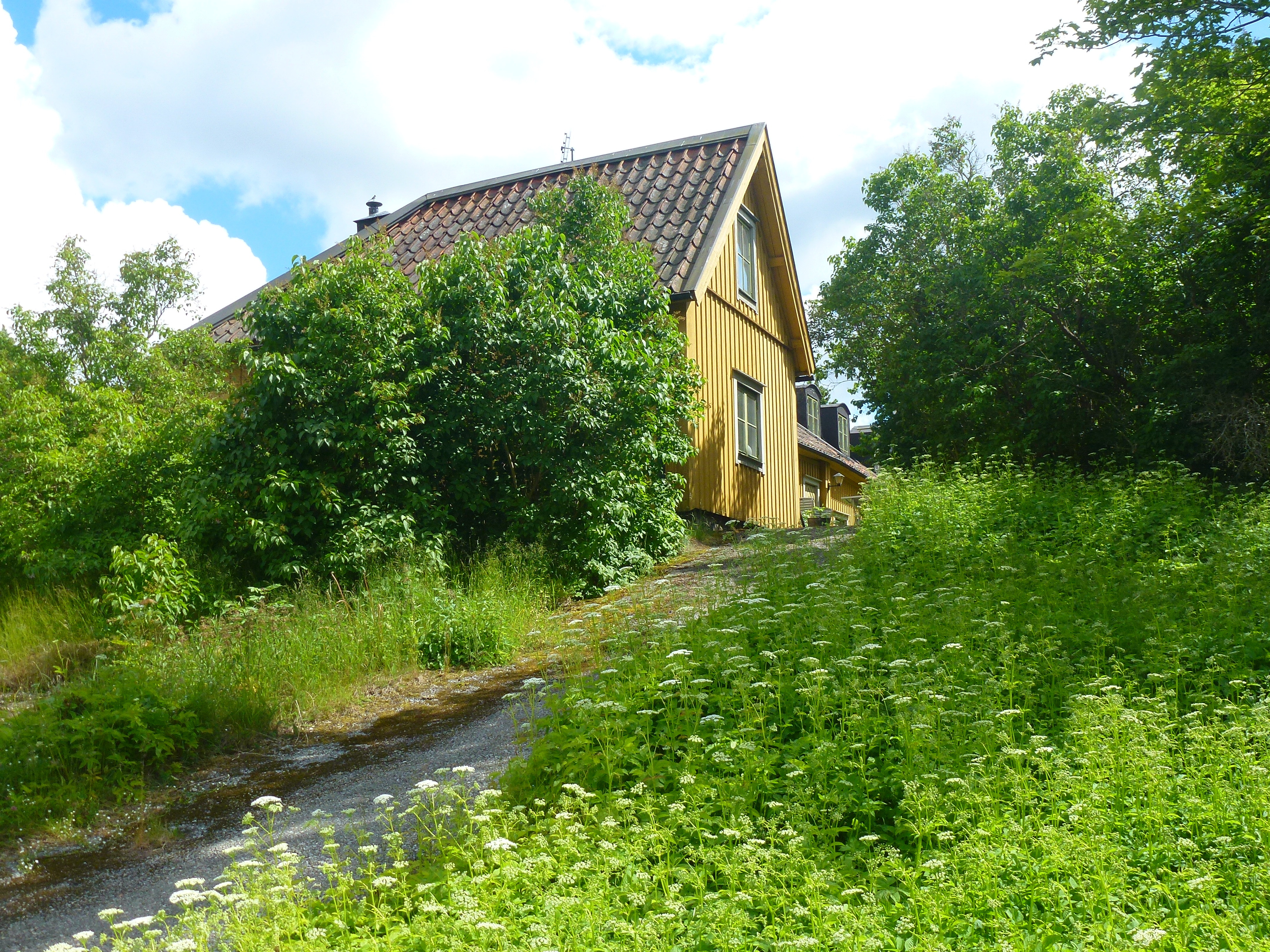
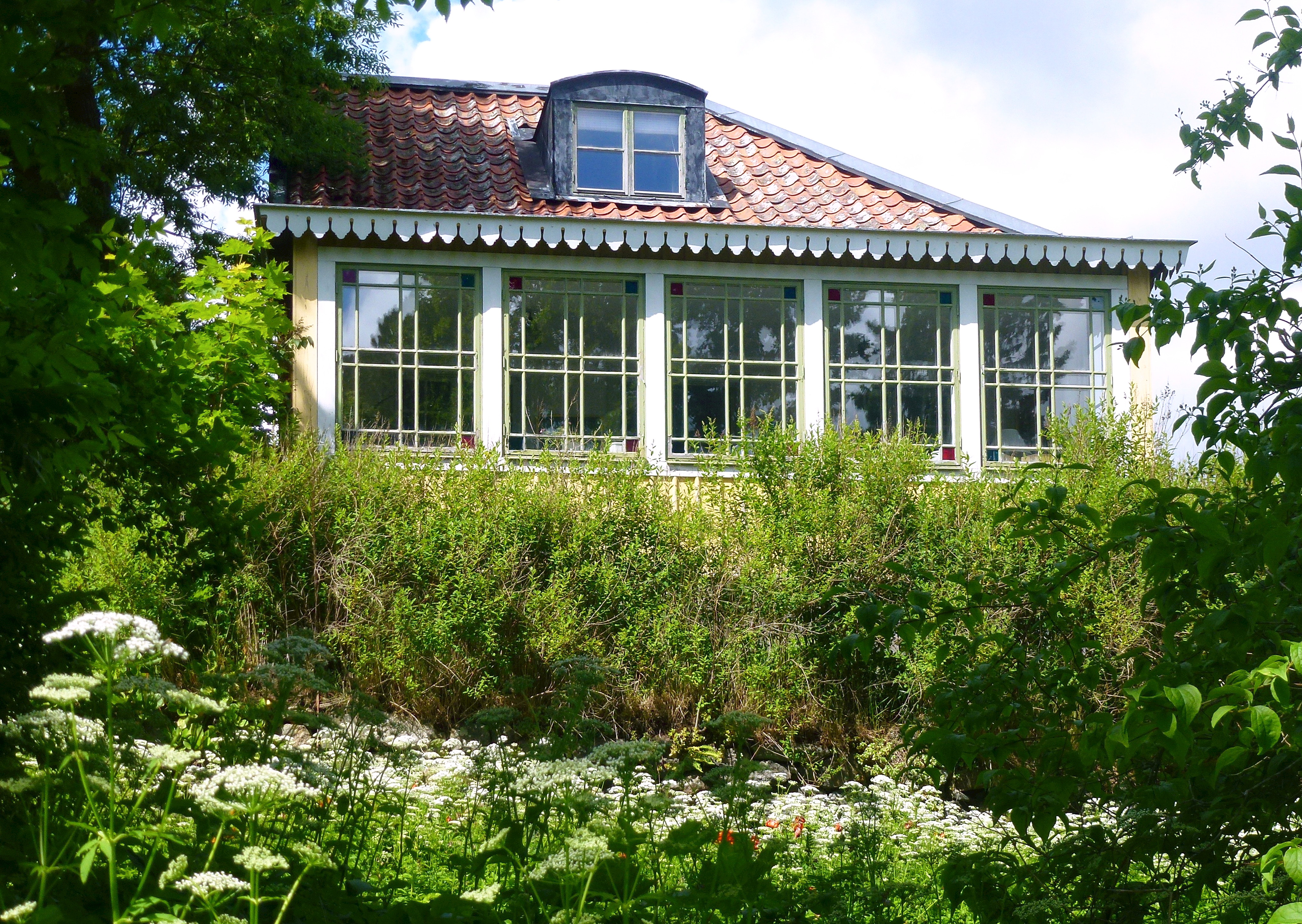
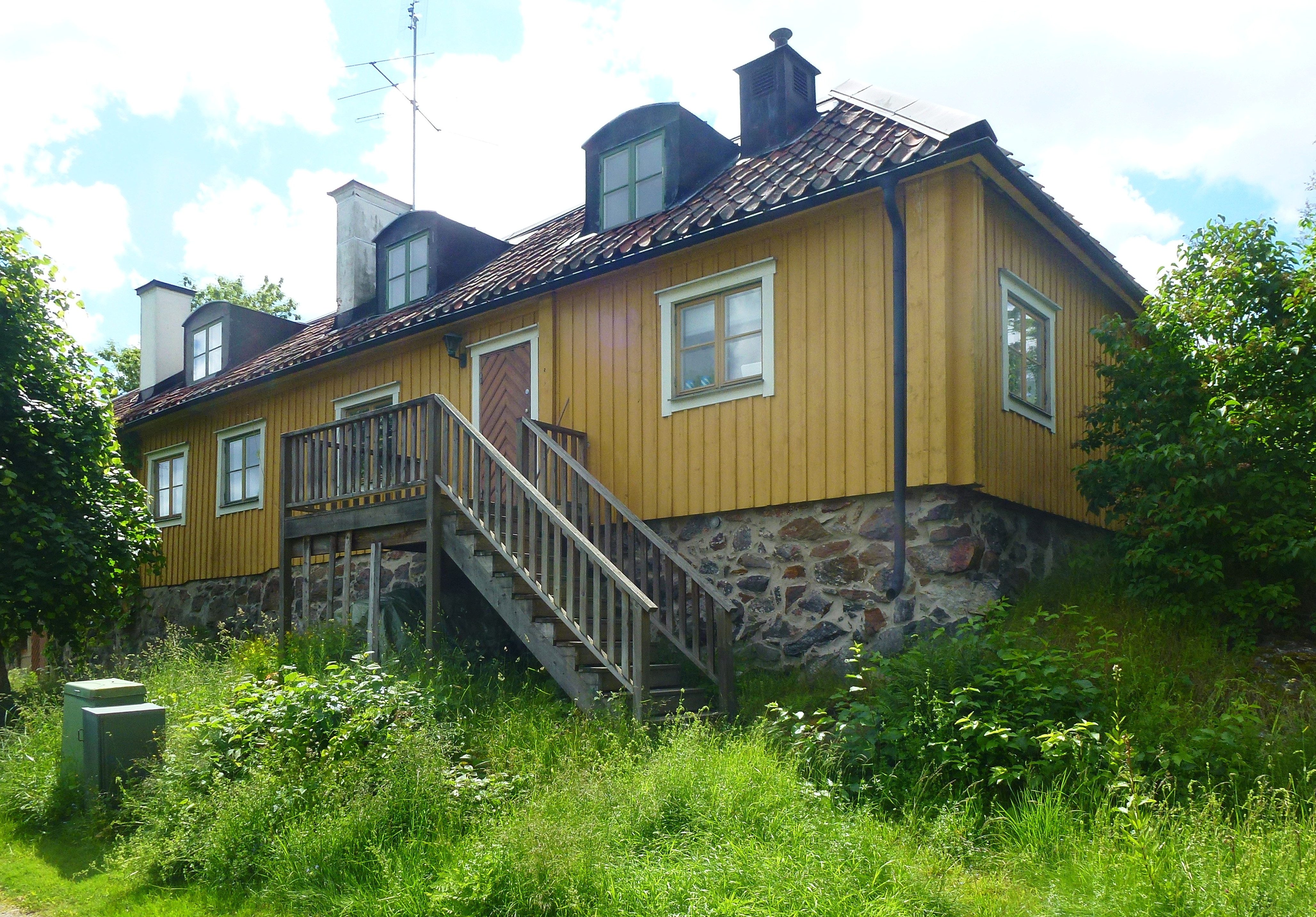
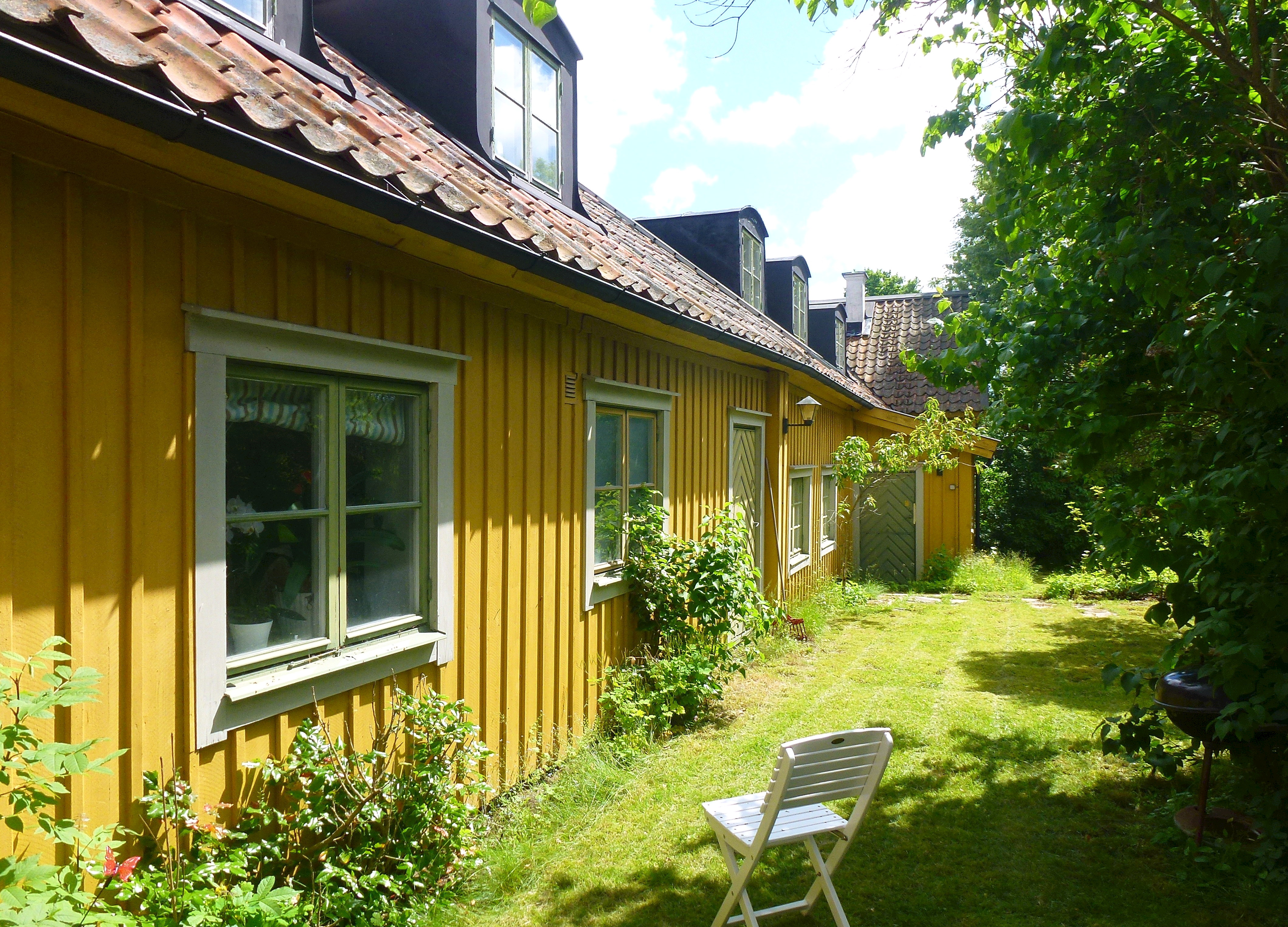

Sjövillan
Gula längan